# Eilean Donan
Eilean Donan (škotskogelsko Eilean Donnain) je majhen plimski otok ob sotočju treh morskih jezer (Loch Duich, Loch Long in Loch Alsh) v zahodnem Škotskem višavju, približno 1 kilometer od vasi Dornie. S celino ga povezuje brv, ki je bila zgrajena v začetku 20. stoletja, nad njim pa dominira slikovit grad, ki se pogosto pojavlja na fotografijah, filmu in televiziji. Prvotni otoški grad je bil zgrajen v 13. stoletju; postal je trdnjava klana Mackenzie in njihovih zaveznikov, klana MacRae. Kot odgovor na vpletenost Mackenziejev v jakobitske upore v začetku 18. stoletja so vladne ladje leta 1719 uničile grad. Današnji grad je rekonstrukcija starega gradu iz 20. stoletja, ki jo je izdelal podpolkovnik John Macrae-Gilstrap.
Eilean Donan je del nacionalnega slikovitega območja Kintail, enega od 40 na Škotskem. Leta 2001 je imel otok zabeleženega samo enega prebivalca, vendar v času popisa leta 2011 ni bilo 'običajnih prebivalcev'.
Eilean Donan, kar preprosto pomeni 'otok Donnán', je dobil ime po Donnánu iz Eigga, keltskem svetniku, ki je bil mučen leta 617. Donnán naj bi ustanovil cerkev na otoku, čeprav o tem ni nobene sledi.

## Zgodovina
Možno je, da je bila na otoku v 6. ali 7. stoletju ustanovljena zgodnjekrščanska samostanska celica in da je bila posvečena Donnánu iz Eigga, irskemu svetniku, ki je bil mučen na Eiggu aprila 617. Ohranjenih ni nobenih ostankov krščanskih zgradb, čeprav so bili odkriti fragmenti vitrificiranega kamna (kamen, ki je bil izpostavljen zelo visokim temperaturam), kar kaže na to, da je bila na otoku utrdba iz železne dobe ali zgodnjega srednjega veka.

### Nastanek gradu
V zgodnjem 13. stoletju, med vladavino Aleksandra II. (vladal 1214–1249), je bil zgrajen velik grad s kurtino (obzidje); obdajal je velik del otoka. V tem času je bilo območje okoli otoka na meji nordijsko-keltskega gospostva Otokov in grofovstva Ross: Eilean Donan je zagotavljal močan obrambni položaj pred nordijskimi odpravami. Legenda o ustanovitvi pravi, da je sin poglavarja Mathesonovih pridobil moč komuniciranja s pticami; kot rezultat te moči in po številnih pustolovščinah v tujini je pridobil bogastvo, moč in spoštovanje Aleksandra II., ki ga je prosil, naj zgradi grad za obrambo njegovega kraljestva.
Kasneje je otok postal trdnjava Mackenzijev iz Kintaila, ki so bili prvotno vazali Viljema I., grofa Rossa. V tej zgodnji fazi naj bi bila na gradu garnizija Macraesov in Maclennansov, oba klana, ki sta bila pozneje tesno povezana z Mackenzieji. Tradicionalne zgodovine klanov Mackenzie pripovedujejo, da je grof Viljem želel izkoristiti pogodbo iz Pertha iz leta 1266, s katero je norveški kralj Magnus VI. odstopil Hebride Škotski, in zahteval, da njegov sorodnik Kenneth Mackenzie vrne grad, da bi omogočil njegovo širitev na otoke. Mackenzie je zavrnil in Earl William je vodil napad na Eilean Donan, ki so ga Mackenzieji in njihovi zavezniki odbili.
Zgodovine klana Mackenzie prav tako trdijo (z malo, če sploh kakšnimi, podprtimi sodobnimi dokazi), da se je Robert Bruce pozimi 1306 do 1307 zatekel v Eilean Donan; grad se je izognil kakršni koli drugi vpletenosti v vojne za škotsko neodvisnost. Leta 1331 je Thomas Randolph, grof Moray, poslal častnika v Eilean Donan, da bi stanovalce opozoril na njegov prihodnji obisk. Med pripravami so 50 prestopnikov zgrabili in usmrtili, njihove glave pa so bile v Morayjevo odobritev razstavljene na grajskem obzidju. Do sredine 14. stoletja naj bi bili Mackenzieji na strani poražencev v nenehnem sporu z grofom Rossovim. Viljem III., grof Rossov, je leta 1342 podelil Kintail Raghnallu Macu Ruaidhríju. S pomočjo Leoda Macgilleandraisa je grof domnevno prijel Kennetha Mackenzieja, 3. od Kintaila, in ga leta 1346 dal usmrtiti v Invernessu. V tem obdobju naj bi Eilean Donan držal Duncan Macaulay za Mackenzieje, proti grofu in njegovim zaveznikom.[12] Kennethov mladi sin Murdo Mackenzie naj bi se izognil grofovim poskusom, da bi ga odstranil, in ob vrnitvi Davida II. iz izgnanstva naj bi bil Murdo Mackenzie potrjen v deželah Kintail in Eilean Donan z listino iz leta 1362 (o kateri pa ni ohranjene nobene sledi). Na neki točki v zgodnjem 14. stoletju se domneva, da se je klan Macrae začel naseljevati v Kintailu, potem ko se je preselil iz Beauly Firtha, in tam pridobil zaupanje lairdov Mackenzie z možnim sorodstvom in ugodno poroko. Macraejevi so začeli delovati kot Mackenziejevi telesni stražarji in pridobili vzdevek Mackenziejeva poštna srajca.

### Klanski spopadi
Jakob I., ki je bil odločen pomiriti Višavje, je leta 1427 odpotoval v Inverness in povabil glavne poglavarje, naj se tam srečajo. Med njimi naj bi bil tudi mladi Alexander Mackenzie, 6. grof Kintailov. Jakob ga je nato aretiral skupaj z drugimi poglavarji ob njihovem prihodu. Zgodovine klana Mackenzie pripovedujejo, da je bil Alexander zaradi svoje mladosti namesto tega poslan v Perth, da bi obiskoval šolo, čeprav je bilo več poglavarjev usmrčenih ali zaprtih. Aleksandrovi strici so poskušali prevzeti nadzor nad Kintailom, vendar je poveljnik Duncan Macaulay še naprej zadrževal Eilean Donan v njegovem imenu. Fionnla Dubh mac Gillechriosd, ki ga klanski zgodovinarji smatrajo za ustanovitelja klana Macrae v Kintailu, je bil poslan, da pripelje mladega lairda nazaj. Zdi se, da je Aleksander med svojim lairdstvom podpiral monarhijo proti MacDonaldskim lordom z Otokov in bil domnevno nagrajen z drugo listino Kintaila leta 1463. Aleksander je umrl okoli leta 1488 v visoki starosti in nasledil ga je Kenneth Mackenzie, 7. iz Kintaila, ki je zmagal v bitki pri Blar Na Pairce proti MacDonaldsom. Kenneth je umrl nekaj let pozneje in ga je najprej nasledil njegov najstarejši sin, nato pa ob njegovi smrti leta 1497 njegov drugi sin John of Killin, ki je bil še mladoleten. Njegov stric, Hector Roy Mackenzie, je skušal uzurpirati Mackenziejeva ozemlja in namestil svojega nadzornika v Eilean Donan, Malcolm Mac Ian Charrich Macrae. Hektorjeve brezpravne dejavnosti so povzročile, da so Mackenzie označili za upornike, in leta 1503 je grof Huntly ponudil, da izroči Eilean Donan kralju in ga zadrži v njegovem imenu. Jakob IV. Škotski je dobavil ladjo za podporo podjetju. Sčasoma je John prisilil svojega strica, da se je odpovedal svoji zahtevi, in Hector se je strinjal, da bo izročil Eilean Donan. Vendar je poveljnik to zavrnil in Johnovi podporniki so oblegali. Malcolma Mac Iana Charricha je Hector sčasoma prepričal, da se je odpovedal gradu, nakar je bil razrešen kot stražar in okoli leta 1511 je bil na njegovo mesto imenovan Christopher Macrae (Gillechriosd Mac Fionnlagh Mhic Rath). John of Killin je pridobil nadaljnjo listino Kintaila in Eileana Donana leta 1509.
Leta 1539 je Donald Gorm Macdonald iz Sleata opustošil dežele MacLeoda iz Dunvegana na Skyeju in nato napadel Mackenziejeve dežele Kinlochewe, kjer je bil ubit Miles (Maolmure), brat Christopherja Macraeja. Po seriji povračilnih napadov je Donald Gorm izvedel, da ima Eilean Donan šibko sestavo in je nenadoma napadel. Pravzaprav sta bili v gradu le dve osebi: nedavno imenovani poveljnik Iain Dubh Matheson in upravnik. Duncan MacGillechriosd iz klana Macrae, sin nekdanjega poveljnika, je prišel na začetku napada in pri zadnjih vratih ubil več MacDonaldsov. Puščice, ki so jih izstrelili napadalci, so ubile Mathesona in upravnika, vendar je MacGillechriosd uspel zadeti Donalda Gorma s svojo zadnjo puščico, ki je Gorma smrtno ranila, in Macdonaldovi so se umaknili. Duncan MacGillechriosd je pričakoval, da bo imenovan za novega stražarja, a je veljal za preveč svojeglavega: lokalni duhovnik John MacMhurchaidh Dhuibh (John Murchison) je bil imenovan kot kompromis med rivalskimi interesi Macrae in Maclennan. MacGillechriosd, ki je bil besen na takšno ravnanje, je zapustil Kintail in se pridružil službi lorda Lovata, čeprav se je na koncu vrnil in se naselil v Inverinate. Medtem je oškodovani Maclennan s puščico očitno ustrelil MacMhurchaidha v zadnjico.
MacGillechriosdov sin Christopher Macrae je postal stražar Eileana Donana in je obdržal grad med še enim klanskim sporom, tokrat med Mackenzieji in MacDonaldsi iz Glengarryja. Prepiri so izbruhnili leta 1580 in trajali skoraj 25 let. Okoli leta 1602 je bil Eilean Donan izhodišče za morski spopad pri ožinah Kyle Rhea, ki ga je vodil Christopherjev sin Duncan. Med akcijo so MacDonaldove pregnali do skale Cailleach na vzhodni konici Skye in Angus, sin MacDonalda iz Glengarryja, je bil ubit.[28] Christopherja je na mestu nadzornika nasledil častiti Murdoch Murchison, minister Kintaila.

### 17. stoletje
Častiti Farquhar Macrae, sin Christopherja Macraeja, je bil rojen na gradu leta 1580. Potem ko je obiskoval univerzo v Edinburghu in sprejel sveti red, je bil leta 1618 po smrti Murdocha Murchisona imenovan za stražarja gradu in ministra Kintaila. Colin Mackenzie iz Kintaila je bil imenovan za grofa Seafortha leta 1623. Živel je predvsem v Chanonry of Ross v Fortrosu, vendar je redno obiskoval Eilean Donan, kjer je moral stražar pogostiti njega in njegovo spremstvo med 300 in 500 spremljevalci, pa tudi sosednji lairdi. Leta 1635 je George Mackenzie, 2. grof Seaforthov, imenoval Farquharja za učitelja svojega šestletnega sina Kennetha, ki je bil kasneje vzgojen v Eilean Donanu.
V državljanskih vojnah sredi 17. stoletja se je grof Seaforth postavil na stran Karla I. Leta 1650 je škotski parlament po kraljevi usmrtitvi odredil garnizijo Eileanu Donanu. Domačini niso sprejeli garnizije. Ko je skupina 30 vojakov prišla iz gradu, da bi od domačinov zahtevala živež, se je okupatorjem srečala skupina 10 mož, ki je nasprotovala njihovim zahtevam. Izbruhnil je prepir, zaradi katerega so možje garnizije pregnali z več žrtvami. Kmalu zatem je garnizija odšla. Naslednje leto je grofov brat Simon Mackenzie iz Lochslina zbral vojake za rojalistično stvar okoli Eileana Donana. Iz nezabeleženih razlogov se je sprl s Farquharjem Macraejem in zahteval njegovo odstranitev z gradu. Farquhar se je sprva upiral in kljub posredovanjem mladega Kennetha sta ga morala Lochslin in George Mackenzie (kasneje grof Cromartie) odkorakati ven. Končno so ga prepričali, da je odšel brez nasilja, češ da je prestar, da bi živel v hladnem gradu. Farquhar je bil tako zadnji stražar, ki je bival v Eilean Donanu do njegove obnove, čeprav je službo Kintaila obdržal do svoje smrti leta 1662, v starosti 82 let.
Po tem času sta grad za kratek čas zasedla grof Balcarres in njegova žena, ki sta bila v Highlandsu in podpirala rojalistično vstajo grofa Glencairna, čeprav se Balcarres kasneje ni strinjal z Glencairnom in je odšel. Junija 1654 je general Monck, vojaški guverner Oliverja Cromwella na Škotskem, korakal skozi Kintail, medtem ko je zadušil upor. Njegovi vojaki so uničili veliko premoženja in ukradli 360 govedi Farquharja Macraeja, čeprav je bil ubit samo en človek.

### Vzpon jakobitov in uničenje gradu
Leta 1689 je bil kralj Jakob VII. iz hiše Stuart razglašen, da se mora odpovedati prestolu, krona pa je bila ponujena Viljemu Oranskemu v tako imenovani slavni revoluciji. Revolucija je tudi vzpostavila prezbiterijanstvo na Škotskem, čeprav je Višavje na splošno ostalo rimskokatoliško in zvesto Stuartom. Sledila je vrsta jakobitskih uporov, ki so privedli do povečane vojaške prisotnosti na Škotskem, ko so vladne sile poskušale prodreti in podrediti Višavje. Leta 1714 je med raziskovanjem utrdb za vlado vojaški inženir Lewis Petit naredil edino ohranjeno risbo Eileana Donana. Skica in skrbno narisan načrt prikazujeta razpadajoč grad, večinoma brez strehe, le majhno stavbo ob vhodu.

### Obnova in ponovna uporaba
Med letoma 1919 in 1932 je grad obnovil podpolkovnik John MacRae-Gilstrap. Obnova je vključevala izgradnjo obokanega mostu za lažji dostop do otoka. Macrae-Gilstrap je ustanovil tudi vojni spomenik, posvečen moškim iz klana MacRae, ki so umrli v prvi svetovni vojni. Spomenik krasijo vrstice iz pesmi Johna McCraeja "In Flanders Fields", obkrožajo pa ga sivi topovi iz vojne. Eilean Donan je bil odprt za javnost leta 1955 in je od takrat postal priljubljena atrakcija: leta 2009 ga je obiskalo več kot 314.000 ljudi, zaradi česar je tretji najbolj obiskan grad na Škotskem. Leta 1983 je bilo lastništvo gradu preneseno na dobrodelni sklad Conchra, ki ga je ustanovila družina Macrae za vzdrževanje in obnovo gradu, leta 1998 pa je bil na kopni strani mostu odprt namensko zgrajen center za obiskovalce.
Grad je redno opisan kot eden najbolj fotografiranih spomenikov na Škotskem in je priznana škotska ikona, ki se pogosto pojavlja na embalaži in v oglasih za pecivo, viski in druge izdelke. Eilean Donan je večkrat nastopil v filmih, začenši z Bonnie Prince Charlie leta 1948 in The Master of Ballantrae leta 1953. Pojavil se je v uvodni epizodi TV-serije iz leta 1976, The New Avengers. Grad je bil prizorišče kratkega filma Črni angel iz leta 1980, ki je bil posnet ob predvajanju filma Imperij vrača udarec v kinematografih. Leta 1984 je škotski pevec in skladatelj Jesse Rae na tej lokaciji posnel svoj videospot »Over The Sea«. V Highlanderju (1986) je bil vidno predstavljen kot dom klana MacLeod. Bil je ozadje plesne scene v bollywoodskem filmu Kuch Kuch Hota Hai leta 1998. Leta 1999 je služil kot škotski sedež MI6 v The World Is Not Enough. Leta 2007 je Eilean Donan nadomeščal grad Fotheringhay v Angliji v Elizabeth: The Golden Age. V filmu Made of Honor je Eilean Donan mogoče videti kot dom ženinove družine. Tamilska pesem Kandukondain Kandukondain iz istoimenskega filma je bila posneta na tej lokaciji.

## Arhitekturni razvoj
Grad Eilean Donan je šel skozi več faz razvoja od najzgodnejših utrdb v 13. stoletju do uničenja leta 1719 in kasnejše obnove v 20. stoletju. Prva faza je obsegala steno, ki je obdajala večji del otoka s stolpom, dodanim v 14. stoletju. V 14. ali 15. stoletju je bilo zunanje obzidje opuščeno in okoli stolpa zgrajena manjša ograda. Večji razvoj znotraj tega dvorišča je potekal v 16. stoletju, kot tudi dodajanje obrambe na vzhodni strani. Grad je bil leta 1719 skoraj popolnoma uničen, potem pa je minilo skoraj 200 let, preden so ga začeli obnavljati. Čeprav je bilo na otoku najdenih nekaj arheoloških dokazov, je bilo veliko materiala izgubljenega med obnovitvenimi deli, zaradi česar je težko ustvariti jasno sliko o zgodnjem gradu. Preživelo je zelo malo zgodovinskih dokazov. Izdelovalec zemljevidov Timothy Pont (okoli 1565–1614) je zapustil opis:
Castell Ylen Donen je sestavljen iz močne in poštene ječe [tj. donjon ali utrdba] na skali, z drugim stolpom, ki je obkrožen s poštenim barmkin zidom, s sadovnjaki in drevesi, vse v eni strani od dolžine dveh parov opornic [tj. lokostrelstvo] skoraj okroglo. Pravijo, da je bil grad sestavljen iz sedmih tur.
Edino risbo gradu pred njegovim uničenjem je leta 1714 naredil Lewis Petit (okoli 1665–1720), vojaški inženir iz Uprave za orožje, ki je prišel na Škotsko leta 1714, da bi pregledal Fort William in druge obrambe na tem območju. Med risbami, ki jih je izdelal, sta načrt in naris Eilean Donan, ki jasno kažeta, da je bil grad v tem času večinoma zapuščen, le stavba na jugovzhodnem vogalu je bila pokrita.

### Zgodnji ograjen prostor
V 13. stoletju je bil okrog otoka zgrajena kurtina, ki je zaprla večino območja nad črto visoke plime. Redke ostanke teh zidov je mogoče zaslediti na tleh, ki potekajo okoli severnega konca otoka. Vzhodni in južni segment tega obzidja sta v veliki meri zakrita s kasnejšim razvojem, čeprav se domneva, da je ograjen prostor obsegal približno 3000 kvadratnih metrov. Na severni točki obzidja so ohranjeni temelji velikega stolpa, ki meri približno 12 krat 13 metrov, ostanki temeljev pa kažejo na nadaljnje stolpe na severovzhodnem in jugozahodnem vogalu ograjenega prostora. Do ograjenega prostora se je dostopalo prek morskih vrat v severozahodni kurtini, kjer bi majhna plaža omogočala pristajanje čolnov. Druga plaža na jugozahodu je morda oblikovala drugi dostop. Arheološka izkopavanja v letih 2008 in 2009 so potrdila prisotnost teh zidov in odkrila tudi dokaze, da je v severnem delu gradu potekala obdelava kovin. Stolp ali utrdba je bila zgrajena ob kurtini na visoki točki otoka, verjetno v 14. stoletju. Stolp je meril 16,5 x 12,4 m, stene pa so bile debele 3 m. Obokano pritličje je bilo prvotno razdeljeno na dvoje s stopniščem v severni steni, ki je omogočalo dostop do veže v prvem nadstropju. Nad tem sta bili verjetno še dve nadstropji, vključno s podstrešjem. Stolp je bil glede na Petitovo kasnejšo risbo na vrhu z zatrepi v stopnicah, obdan s prehodom in vogalnimi stolpiči.

### Zmanjšan grad
V neznanem obdobju, verjetno v poznejšem 14. stoletju ali zgodnjem 15. stoletju, je bilo zunanje obzidje opuščeno v korist manjšega obrambnega ograjenega prostora, velikega približno 25 m. Vhod v to manjše dvorišče je bil z vzhodne strani. Razlogi za to spremembo niso jasni, čeprav se domneva, da bi bilo manjše območje lažje braniti. V 16. stoletju sta bili na južnem obodu ograde prizidani dve stavbi. Znotraj jugovzhodnega kota obzidja je bila zgrajena majhna hiša s krožnim stopniščnim stolpom na severni strani, ki je omogočal dostop do hodnika vzdolž vzhodne zavese. Je tik znotraj vrat in je verjetno služila kot hiša za grajskega nadzornika ali oskrbnika in je edina stavba, prikazana s streho na Petitovi raziskavi. V jugozahodnem vogalu ograde je bil postavljen blok v tlorisu L, verjetno že v začetku 17. stoletja. Južni del je umeščen izven črte notranje kurtine, severni trakt, ki je morda nekoliko poznejši prizidek, pa znotraj zidu.

### Hornwork
V poznejšem 16. stoletju so grad razširili proti vzhodu, da so ustvarili bastijon oziroma hornwork, ki je zagotovil bolj varno zaščiten vhod. Hornwork je sestavljen iz para zidov, ki obkrožajo trikotno dvorišče in povezujejo vzhodno steno gradu z nepravilno šesterokotno (ali sedemkotno) strukturo. Ta zgradba s premerom 11,5 m vsebuje vodnjak na najnižji ravni, premera 5 m in globokega 10 m. Zaradi tega sta MacGibbon in Ross strukturo opisala kot vodni stolp ali cisterno. Vendar pa je na fotografijah iz 19. stoletja vidna prisotnost vrat na njegovi vzhodni strani, kar kaže, da je bil zgrajen kot glavni vhod v grad. Z vodo napolnjeno notranjost bi prečkal odstranljiv most, ki bi predstavljal oviro za napadalce. Z mostu bi bil dostop na grad po stopnicah, na trikotno dvorišče in skozi vrata v vzhodni kurtini. Možno je, da je bil šesterokotni bastijon pokrit, da bi služil kot topniški položaj. Pri poglabljanju rezervoarja leta 1893 so odkrili dva medeninasta topova, ki sta merila približno 1 m v dolžino in z izvrtino približno 25 milimetrov. Odkrita je bila tudi rešetka, železna vrata, verjetno vgrajena v vzhodna vrata v bastijon, ki pa so zdaj na ogled v notranjosti gradu. V nekem trenutku v 17. stoletju je bil ta zapleten dostop opuščen in v južni steni se je odprl priročnejši vhod. Do leta 1714 je risba Lewisa Petita jasno pokazala, da je bil grad večinoma zapuščen, le hiša na jugovzhodnem vogalu je bila pokrita. Štiri leta kasneje je bil popolnoma porušen in do leta 1912 je zelo malo gradu še stalo.

### Sodobni grad
Sedanje grajske stavbe so v celoti rezultat rekonstrukcije v 20. stoletju, ki jo je izvedel Macrae-Gilstrap, ki je naročil načrte edinburškemu arhitektu Georgeu Mackieju Watsonu. Čeprav je prezidava sledila obstoječemu tlorisu, se detajli sedanjega gradu razlikujejo od njegove prvotne podobe. Pregledne risbe Lewisa Petita niso bile ponovno odkrite, ko je bila obnova skoraj končana, zato so se restavratorji morali zanašati na manj natančne interpretacije, kot je delo MacGibbona in Rossa, ki sta v poznem 19. stoletju poskusila načrtovati ostanke. Delavec Farquhar Macrae naj bi rekonstrukcijo zasnoval na sanjah, v katerih je videl obnovljenega Eileana Donana. Eilean Donan je namesto pristnega srednjeveškega gradu opisan kot »romantična reinkarnacija v tradiciji oživitve gradu v zgodnjem 20. stoletju«. John Gifford, ki analizira stavbo v primerjavi s Petitovo raziskavo, ugotavlja »mutno razlago tega, kar je bilo verjetno prvotno navaden in opuščen okras tam, kjer je nekoč obstajal« in opisuje notranjost kot »gruščavo edvardijansko odrsko postavitev za življenje v srednjem veku«.
V grad se danes vstopa z južne strani, skozi sodoben portal z dvižnimi vrati. Nad vrati je gelski napis, ki se v prevodu glasi: »Dokler je znotraj Macrae, zunaj nikoli ne bo Fraserja«, ki se nanaša na sorodstveno vez med klanoma, in podoben napis, ki je nekoč krasil Fraserjev dom na gradu Beaufort. Nad tem je vklesan grb Johna Macrae-Gilstrapa. Portal omogoča dostop do dvorišča, katerega nivo je bil znižan in razkriva skalno podlago okoli stolpa. Sedanje stavbe na jugovzhodu gradu odražajo obliko prejšnjih struktur, vključno s krožnim stopniščnim stolpom, vendar so večje po obsegu. Na jugozahodu je bil rekonstruiran le južni del bloka v obliki črke L, kot navadna trinadstropna hiša, medtem ko je na mestu severnega trakta odprta ploščad s pogledom na jezero. Severozahodni kot zavzema majhen stolp. Sama zgradba sledi prvotnim dimenzijam, čeprav je nekdanje razdeljeno pritličje zdaj ena sama soba: s predorom obokana Billeting Hall. Zgoraj v prvem nadstropju je banketna dvorana s hrastovim stropom, okrašena z grbi in kaminom v slogu 15. stoletja. Glavni stropni tramovi v banketni dvorani so iz duglazije in so bili poslani iz Britanske Kolumbije v Kanadi kot darilo kanadskega Macraesa. Iz vsake dvorane se dostopa do majhnih stenskih komor znotraj obzidja.

## Galerija
- Panorama gradu z južne strani
- Grad, pogled z zahoda
- Pogled po mostu do gradu
- Pogled iz notranjosti grajskega posestva
- Grad Eilen Donan - slika Williama Daniella - 1818